# دنيس أوبنهايم
دنيس أوبنهايم (بالإنجليزية: Dennis Oppenheim)‏ هو مصور وفنان أمريكي، ولد في 6 سبتمبر 1938 في إلكتريك سيتي في الولايات المتحدة، وتوفي في 21 يناير 2011 في نيويورك في الولايات المتحدة بسبب سرطان الكبد.

## وصلات خارجية
- الموقع الرسمي
- دنيس أوبنهايم على موقع IMDb (الإنجليزية)
- دنيس أوبنهايم على موقع ميوزك برينز (الإنجليزية)